# Mémorial du mont Čegar
Le mémorial du mont Čegar ou, plus simplement, Čegar (en serbe cyrillique : Споменик у Чегру ; en serbe latin : Spomenik u Čegru), est un monument situé près de Niš, en Serbie. Il commémore la bataille du mont Čegar, qui se déroula en 1809 lors du premier soulèvement serbe contre les Ottomans et, particulièrement, l'héroïsme du voïvode Stevan Sinđelić et de ses hommes au cours du combat. Le mémorial est inscrit sur la liste des sites mémoriels d'importance exceptionnelle de la république de Serbie (identifiant no ZM 13),,.

## Contexte historique
Le mémorial est situé sur le mont Čegar, à 6 km de la ville de Niš, sur le site de la bataille du mont Čegar. Au cours du combat, Stevan Sinđelić se trouvait dans une tranchée avec 3 000 hommes et une grande réserve de munitions. Les commandants Hajduk Veljko et Petar Dobrnjac s'étaient retirés avec leurs armées. Quand les Ottomans apprirent que ces deux commandants s'étaient retirés et que Sinđelić s'en trouvait ainsi affaibli, ils sortirent de Niš le 19 mai 1809 et marchèrent contre lui. Les Turcs lancèrent quatre attaques successives mais se firent repousser à chaque fois ; ils poussèrent alors toutes leurs forces dans un ultime assaut. Sinđelić, voyant la défaite proche, tira dans un baril de poudre qui était à côté de lui, faisant exploser sa réserve de munitions et tuant un grand nombre d’adversaires.

## Site
Un premier monument fut érigé le 4 juillet 1878, quelques mois après les Ottomans eurent définitivement quitté Niš, avec l'inscription suivante : « Au voïvode Stevan Sinđelić et à ses héros immortels qui ont perdu leurs vies le 19 mai 1809, alors qu'ils attaquaient Niš. Le prince Milan IV Obrenović et ses courageux soldats les ont vengés le 27 décembre 1877 en conquérant Niš ».
Le monument actuel, en forme de tour, qui jouxte le monument de 1878, a été inauguré pour le 50e anniversaire de la libération de Niš, le 1er juin 1927 ; il s'agit d'une œuvre de l'architecte Julijan Djupon. En 1938, un buste en bronze de Stevan Sinđelić a été placé dans une niche semi-circulaire sur le monument, œuvre du sculpteur Slavko Miletić.